# Riu Vizela
El riu Vizela és un riu portugués que naix a Alto de Morgaír, a l'antiga freguesia de Gontim, municipi de Fafe, i és afluent del riu Ave.
En el seu recorregut, en direcció nord-este-sud-oest, rega successivament els pobles de Fafe, Felgueiras, Guimarães, Vizela i Santo Tirso.
En aquest riu es troba la presa de Queimadela. L'estuari del Vizela, amb marges entre les freguesies de Vila das Aves i Rebordões, convergeix al marge esquerre del riu Ave al municipi de Santo Tirso.
Com a nota important en la geografia d'aquest riu, es troba immediatament a continuació de la presa de Queimadela: és allí on es troba Olas (ô). Per caprici de la natura, allí i en un recorregut de més de cent metres, el riu desapareix sota penyals enormes, per a sorgir immediatament després, rugint amenacador.
Té com a principals afluents el Ferro pel marge esquerre.

## Pont de l'Aliança
El 6 de novembre del 2021, s'inaugurà el pont de l'Aliança, que connecta les freguesies de Santo Adrião i Tagilde, a Vizela, que posà fi a un vell problema de connexió entre l'est i l'oest del municipi, separats pel riu Vizela.
El pont de l'Aliança substitueix el Pont Nou, nom de l'antic pont entre els dos marges del Vizela, la referència més antiga del qual recula al 1735, on no es podien encreuar dos cotxes lleugers i per on el trànsit de vehicles pesats era impossible.
Aquest té 60 m de llarg, amb un sol arc, té 10 m d'amplària i passos per a vianants d'1,5 m a ambdós costats.